# Mott Street
La Calle Mott (Mott Street) (en chino, 勿街; jyutping, Mat6gaai1 es una calle angosta pero muy transitada, que discurre de norte a sur por Manhattan. Es reconocida como la calle principal no oficial de Chinatown. Mott Street va desde Bleecker Street al norte hasta Chatham Square al sur. Es una calle de un solo sentido cuyo tráfico es de rumbo sur.

## Historia

### Configuración temprana
La calle Mott ya existió en su actual configuración a mediados del siglo XVIII. En esos tiempos, la calle pasaba por el este del Collect Pond. El parque Collect Park hoy se encuentra a tres cuadras al oeste en Centre Street. Como muchas otras calles que formaban la grilla de Manhattan, la calle Mott rodeaba alrededor de los accidentes geográficos del paisaje en vez de ir directamente sobre ellos. Fue la necesidad de evitar el Collect Pond (que actualmente lleva muchos años pavimentado) lo que dio a la calle su característico "codo" al noreste en la esquina con Pell Street.
Habiendo sido conocida anteriormente como Old Street y como Winne Street (también escrito Wynne) en la sección entre las calles Pell y Bleecker, Mott fue nombrada así a finales del siglo XVIII para honrar a la familia local del mismo nombre, en particular al hombre de negocios Joseph Mott, un carnicero y propietario de una taberna que proporcionó apoyo a las fuerzas rebeldes en la revolución estadounidense.
Durante el siglo XIX, la porción sur de la calle Mott al sur de la calle Canal fue parte del famoso barrio bajo neoyorquino de Five Points. En 1872, Wo Kee, un comerciante chino abrió una tienda en la calle Mott cerca de la calle Pell. En los años siguientes, inmigrantes chinos formarían un enclave alrededor de la intersección de Mott, Doyer, y Pell. En ese tiempo, eran mayormente hombres cantoneses que inmigraron y por eso mismo lo que sería Chinatown empezó como una sociedad de solteros. Muchos de esos inmigrantes provenían de Taishan, en la provincia suroccidental de Guangdong, China. Todo eso cambió durante la década de 1960, cuando empezaron a llegar inmigrantes cantoneses de Hong Kong y Taiwán. Como resultado de ello, Chinatown empezó a expandirse rápidamente y el cantonés estándar, que se habla en Guangzhou y en Hong Kong, se convirtió en el idioma dominante del vecindario. En su momento, Chinatown emergió y creció como una Pequeña Hong Kong, pero más tarde el crecimiento se detuvo. El barrio chino de Manhattan se ha convertido en el barrio chino más grande de los Estados Unidos, englobando gran parte del Lower East Side. Sin embargo, el centro histórico de Chinatown, así como el principal destino de turistas, sigue siendo la calle Mott, entre la calle Canal y Chatham Square. Este es el centro de lo que hoy es conocido como el Old Chinatown of Manhattan (antiguo barrio chino de Manhattan).

### El inicio de la comunidad china

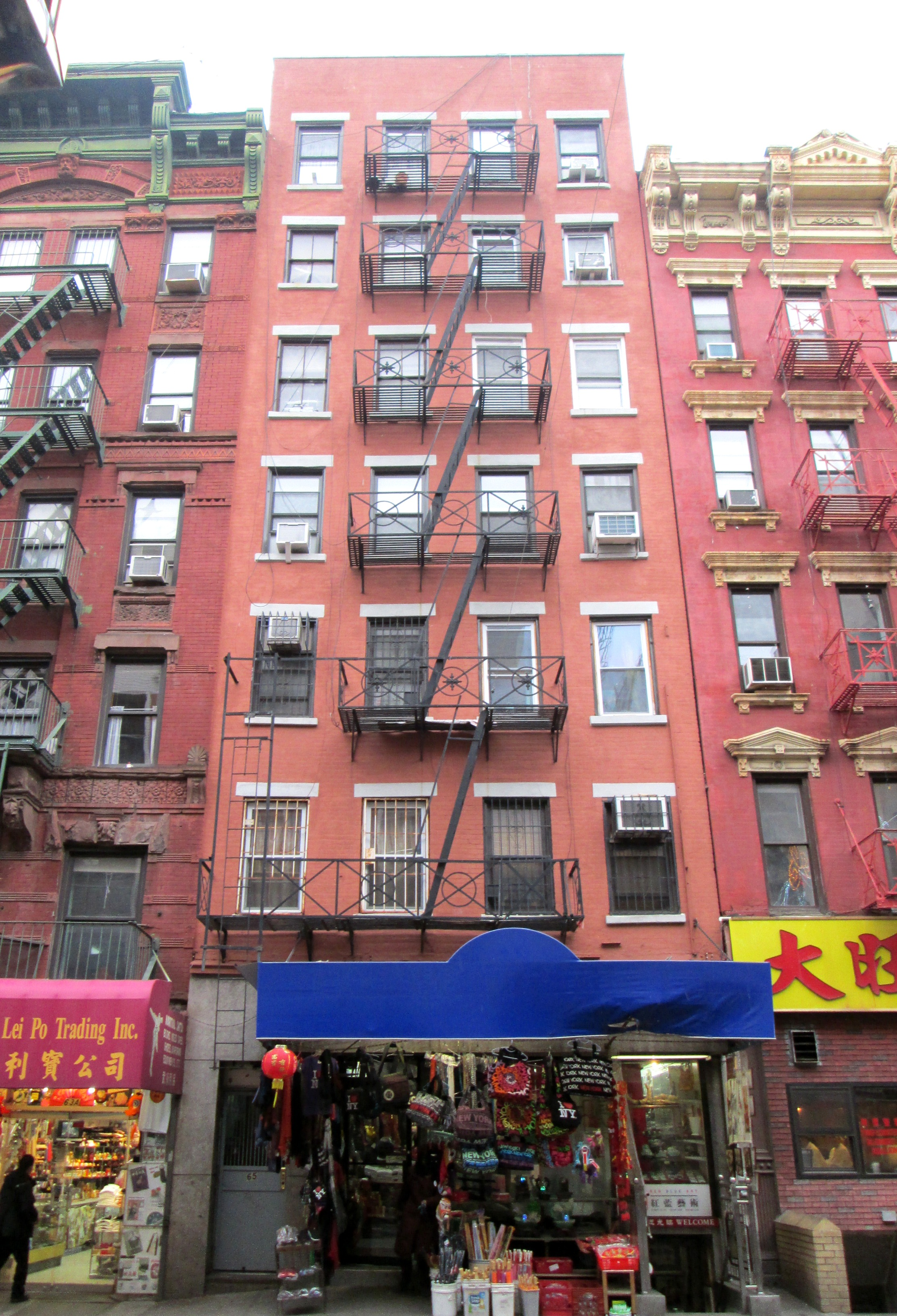
En 1824, el 65 de Mott Street fue el primer edificio de Nueva York específicamente construido para ser un inquilinato (foto del 2013)

Se reporta que Ah Ken llegó al área en 1858. Es la primera persona acreditada por haber inmigrado permanentemente a Chinatown. Negociante cantonés, Ah Ken acabó abriendo una exitosa tienda de cigarros en Park Row. Fue «probablemente uno de esos chinos mencionados en los chismorreos de los sesenta [década de 1860] que vendían 'horribles' cigarros a tres centavos la unidad en unos pequeños kioskos a lo largo de la verja del Ayuntamiento, ofreciendo un vaso con una lamparilla de aceite como encendedor», según el autor Alvin Harlow en su libro Old Bowery Days: The Chronicles of a Famous Street (1931).
Inmigrantes posteriores encontrarían trabajo también como vendedores de cigarros o llevando cartelones publicitarios, y el particular éxito de Ah Ken animó a los fabricantes de cigarros como William Longford, John Occoo y John Ava a concentrar su comercio en Chinatown, y con el paso del tiempo formar un monopolio del comercio de cigarros.
Se ha especulado que pudo ser Ah Ken quien tuvo una habitación arrendada en la parte sur de la calle Mott y subarrendaba literas a los inmigrantes chinos que llegaban a Chinatown. Fue con sus ganancias como arrendatario, un promedio de 100 dólares mensuales, como logró abrir su tienda de cigarros en Park Row alrededor de la que crecería la actual Chinatown.

### Pandillas cantonesas históricas
Durante más de 20 años, las pandillas cantonesas radicadas en la calle Mott aterrorizaron a Chinatown. Los Ghost Shadows hicieron de este su territorio luego de que la pandilla On Leong Tong, también conocida como la On Leong Chinese Merchants Association, que dominaba esta calle, diera su aprobación. La aprobación no fue obtenida fácilmente, ya que implicó una batalla sangrienta por el territorio. Nicky Louie, que inmigró de Hong Kong a fines de los años 1960, dirigió la pandilla Ghost Shadows con 50 o más miembros originarios de Hong Kong. Durante la década de 1970, los Ghost Shadows, que controlaban la calle Mott, se afiliaron con los On Leong Tong. Éstos eran la pandilla más rica e influyente de Chinatown. Las pandillas fueron los guardias de las casas de apuestas en el territorio de On Leong que operaban en pobres condiciones en azoteas y sótanos a lo largo de la calle Mott. Durante el los años ochenta y noventa del siglo pasado, las pandillas también mantuvieron un racket de protección, de manera que los dueños de las tiendas pagaban a las pandillas un monto a cambio de recibir protección. Las negociaciones usualmente incluían tomar te y por lo general eran pacíficas. 
Las pandillas también participaron en la Chinatown Connection en el tráfico de heroína desde la frontera con Canadá y Nueva York, y distribuían la droga en el estado. La pandilla On Leong era igual a la mayoría de pandillas de Chinatown en el pasado, manejando una empresa legítima y siendo una asociación de comerciantes como el On Leong Chinese Merchants Association, un centro de ayuda para inmigrantes e incluso una compañía de préstamos. Los Ghost Shadows eran muy territoriales con relación a la calle Mott. Como ejemplo de ello, los Ghost Shadows encontraron a un miembro de la pandilla White Eagle caminando solo y lo secuestraron en carro y lo lanzaron al río Este intentando ahogarlo.
La década de 1970 fue el período de mayor violencia entre pandillas en Chinatown. Los tiroteos eran frecuentes y algunas veces incluso los turistas eran heridos de manera accidental. Otras pandillas que existieron fueron Chung Yee, Liang Shan, los Flying Dragons, los White Eagles, y los Black Eagles

## Descripción

### En Chinatown

#### Como la "calle principal" de Chinatown

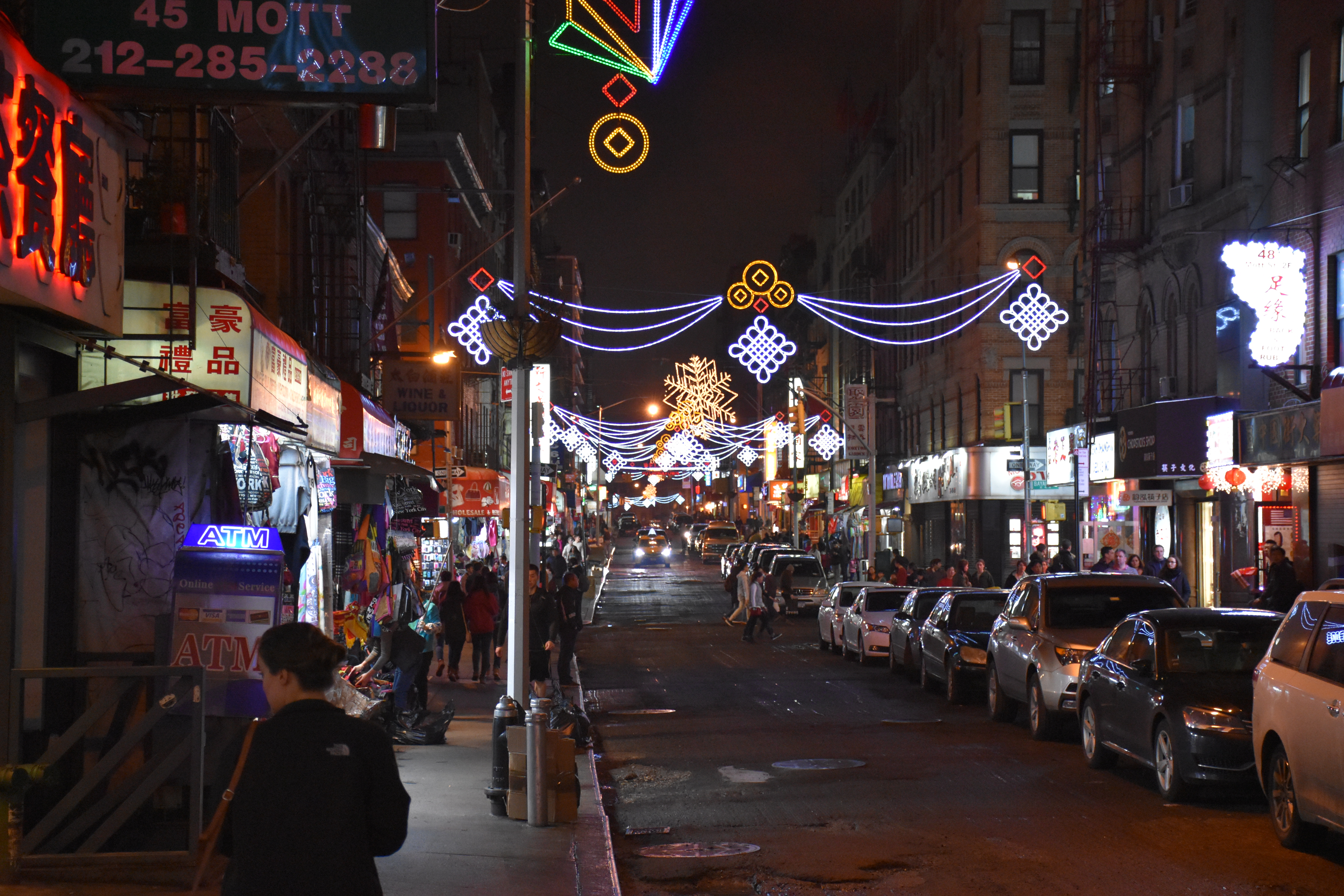
Vista al norte de las calles Mott y Pell Street en noche.

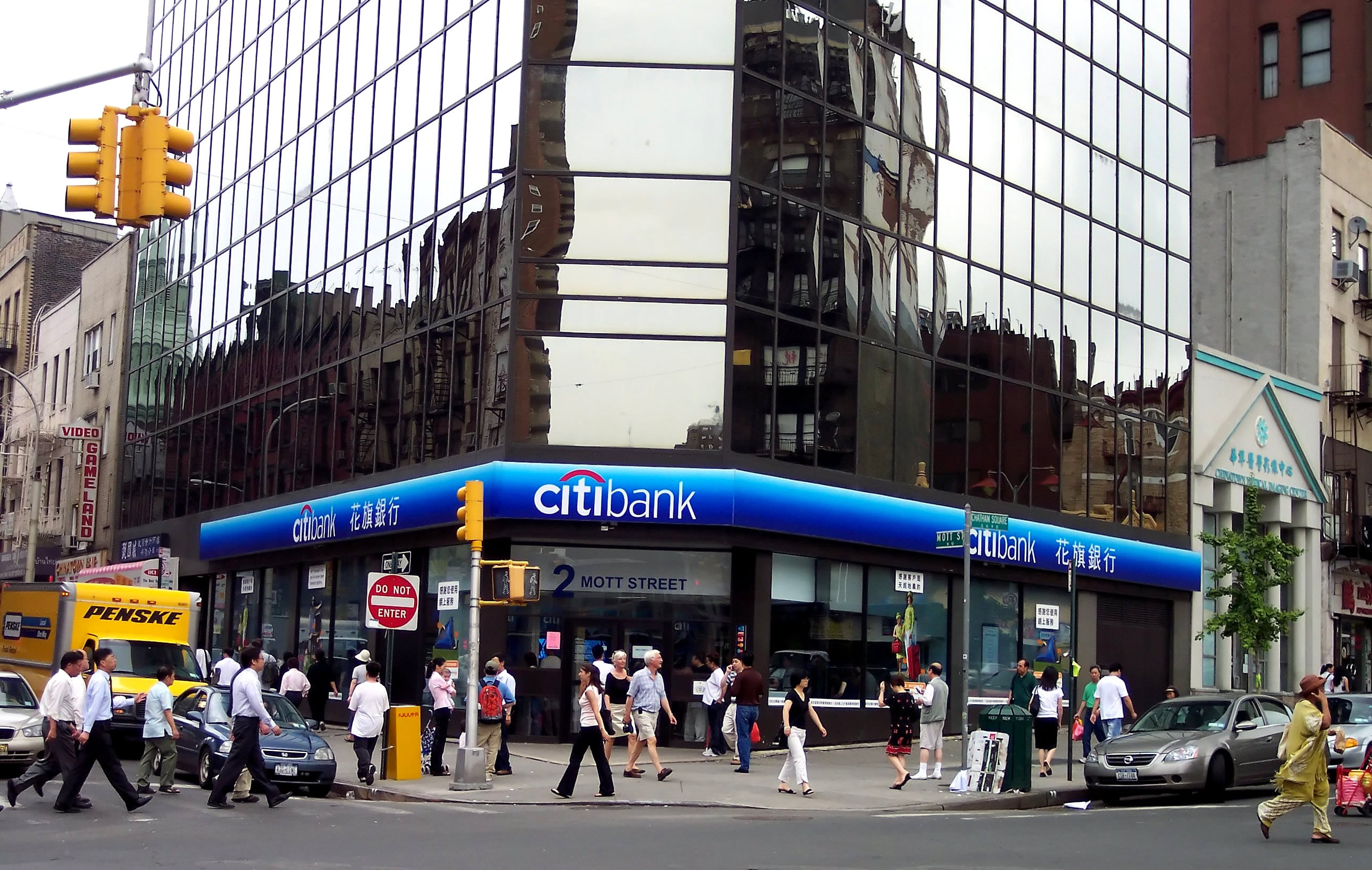
La calle Mott en Chatham Square; una oficina del Citibank en primer plano.

Hoy esta parte de la calle Mott Street está llena de tiendas de souvenirs, casas de té y restaurantes, incluyendo el restaurante Wo Hopen el 17 Mott Street y el 15 Mott Street, que atienden principalmente turistas. En 2003, la tienda general en el 32 Mott Street cerró debido a los efectos de los atentados del 11 de septiembre en la economía de Chinatown. La proximidad del ataque así como los cierres de calles en el bajo Manhattan (especialmente la clausura de Park Row cerca de 1 Police Plaza) disminuyeron la clientela de Chinatown. 32 Mott ha sido la tienda que llevaba más tiempo funcionando en Chinatown, habiéndose inaugurado en 1891.
Mott Street al norte de Canal Street era, históricamente, parte de Little Italy. Hoy es predominantemente chino. Esta parte de Mott Street entre Canal y Broome Street alojan varias tiendas de pescado y vegetales de propiedad de chinos así como algunos pocos negocios italianos que han permanecido. Los establecimientos comerciales acá atienden más a las necesidades del día a día de los residentes de Chinatown que a turistas. También hay tiendas que venden casacas para bebés, sombreros y budas miniatura.

### Little Hong Kong/Guangdong
Esta parte de Chinatown junto con el resto de la porción occidental de Chinatown aún continúa en ser el principal centro de la comunidad cantonesa desde el inicio de Chinatown y el principal distrito comercial chino para todo el barrio chino y es conocido como el centro no oficial de Chinatown. La parte occidental de Chinatown es también lo que fue la parte original del barrio chino de Manhattan conocido como el Old Chinatown of Manhattan hasta que la parte oriental de Chinatown, al este del Bowery ganó importancia gracias al flujo de inmigrantes de Fuzhou durante los años 1980-1990 principalmente en la intersección de East Broadway y la calle Eldridge, que se convirtió en la nueva Chinatown. El Bowery, que alguna vez fue el límite de Chinatown es hoy la marca divisoria entre el Chinatown cantonés al oeste y el Chinatown de Fuzhou al este.
Sigue siendo un distrito de negocios que atienden no sólo a los clientes cantoneses del Lower East Side, sino también a cantoneses que residen en otros lugares son clientes importantes para los negocios de Chinatown. La parte occidental de Chinatown es también un Little Hong Kong (小香港 siu2 hoeng1 gong2), que era un nombre que fue usado alguna vez para describir al barrio chino de Manhattan cuando los inmigrantes de Hong Kong estaban llegando al barrio y, a pesar de que no todos los inmigrantes cantoneses son de Hong Kong, esta parte de Chinatown tiene fuertes características cantoneses, especialmente con el idioma cantonés estándar, que es hablado en Hong Kong y Guangzhou.
Una nueva rama de New York Mart abrió en agosto del 2011 en la calle Mott, pero a fines de los años 2010 fue renombrada como IFresh Supermarket. Apenas una cuadra más allá de New York Mart hay un Hong Kong Supermarket ubicado en la esquina de Elizabeth Street y Hester. Estos dos supermercados están entre los más grandes supermercados cantoneses en Chinatown.
El corazón histórico del Chinatown cantonés estaba rodeado por las calles Pell, Mott, Doyers, y Bayard al sur de la calle Canal. Esta última separaba Chinatown de Little Italy que se extendía al norte desde los 1800s hasta los años 1950. Luego de 1965, nuevos inmigrantes cantonesesparlantes expandieron el cantonés al norte hasta las calles Broome y Kenmare .

#### Cultura

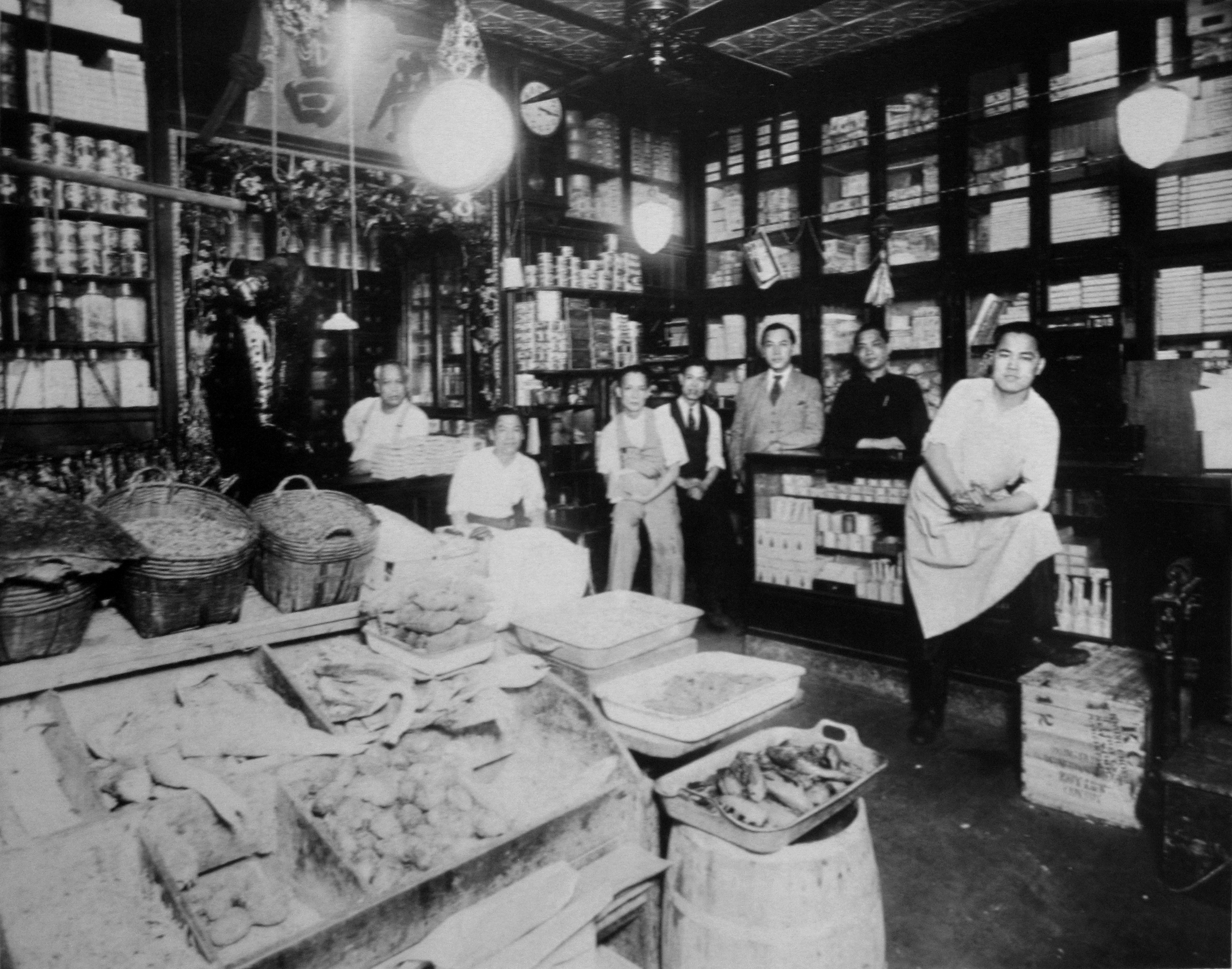
Interior de Kwong Chong en el 44 Mott Street en 1930

Little Guangdong (小廣東 siu2 gwong2 dung1) o Cantonese Town (粵語埠 jyut6 jyu5 fau6) serían nombres más apropiados habida cuenta la cantidad de inmigrantes cantoneses de diferentes partes de la provincia china de Guangdong. Muchos de los negocios del barrio chino aún continúan siendo propiedad de residentes cantoneses del Lower East Side y cantoneses de otras áreas. Todos ellos contribuyen a que el cantonés siga siendo la lengua franca de Chinatown a pesar de que el uso del Mandarín como la otra lengua franca esté creciendo. A pesar de la gran cantidad de población de Fuzhou en la parte oriental del barrio chino, el cantonés aún predomina en la calle Mott y el resto de la porción occidental de Chinatown. La comunidad cantonesa que lleva largo tiempo establecida en el barrio se agrupa en las calles Pell, Doyers, Bayard, Elizabeth, Mulberry, y Canal así como en el Bowery.
Debido a la migración de cantoneses a los barrios de Bensonhurst y Sheepshead Bay/Homecrest en el distrito de Brooklyn, empezaron a emerger nuevos enclaves cantoneses en dichas áreas. En Bensonhurst se agrupan en la avenida 18, Bay Parkway y la calle 86 y en Sheepshead/Homecrest en la Avenue U. Estas zonas están empezando a ser conocidas como Brooklyn's Little Hong Kong/Guangdong(布碌崙的小香港/廣東), pero hasta el año 2010, estuvieron mezclados con otros enclaves étnicos. A pesar de que la población cantonesa esta distribuida en un territorio más amplio en Brooklyn, en los últimos años su número ha superado a la población cantonesa en el barrio chino de Manhattan siendo Bensonhurst la que tiene la mayor concentración de inmigrantes chinos de idioma cantonés en Brooklyn. A medida que este barrio está tomando lentamente el puesto del principal centro de cultura cantonesa en Nueva York, los negocios y la población del barrio chino de Manhattan van disminuyendo poco a poco debido a la gentrificación. Como resultado, Bensonhurst y Sheepshead Bay están siendo las nuevas atracciones principales para los inmigrantes cantoneses que recién llegan a Nueva York.

#### Actual status como un distrito comercial de negocios chinos
Sin embargo, a pesar de la gentrificación, el barrio chino de Manhattan sigue siendo un distrito comercial chino muy activo con varios turistas y visitantes no asiáticos que llegan para explorar la cultura y comida chinas e ir de compras. De la misma manera, muchos turistas chinos visitan la zona. Hay muchos clientes chinos de otras partes del área tri-estatal que viajan hasta este vecindario para haces sus compras y, como resultado, los negocios chinos en Chinatown aún generan muchas ganancias. Esto implica que la zona se mantendrá como un distrito comercial chino por mucho tiempo más a pesar de que la población china residente empiece a disminuir en número. La calle Mott y toda la parte occidental cantonesa del barrio chino es la principal concentración de negocios chinos y cuentan con un gran tráfico de clientes chinos y no chinos lo que induce a pensar que la porción cantonesa del barrio chino será la única que se mantenga como el más importante, sino el predominante, distrito comercial chino para visitantes y turistas en el futuro.

### En NoLIta
También en esta área se encuentra la antigua catedral de San Patricio, la primera catedral católica construida en Nueva York (consagrada en 1815). Los altos muros que rodean la iglesia alrededor de la calle Mott atestiguan la tensión entre protestantes y católicos en Nueva York durante el siglo XIX. La iglesia de la Transfiguración también fue construida en la calle Mott siendo la iglesia católica más antigua en Manhattan. La calle también recorre Little Australia en NoLIta.
La calle Mott termina en Bleecker Street en el barrio NoHo.

## Estructuras

### Centro Comunal Chino

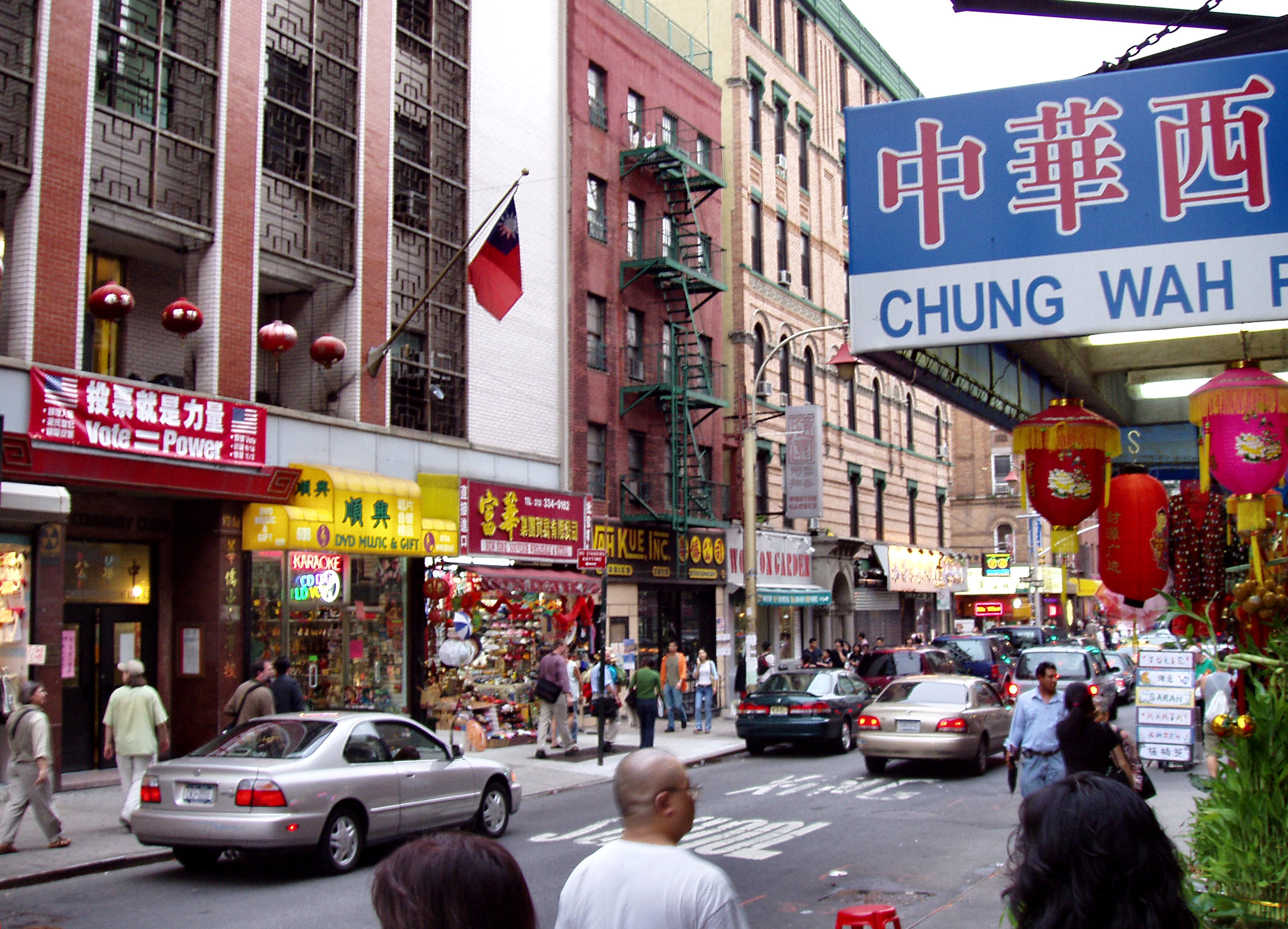
El Centro Comunal Chino

El Chinese Community Centre (Centro Comunal Chino) está en el 60-64 de Mott Street. El 62 Mott Street es sede de la Chinese Consolidated Benevolent Association (CCBA), la más antigua organización de servicio china de Chinatown inaugurada en 1883. En la historia temprana de esta organización, realizaba una labor casi gubernamental para la comunidad del barrio chino y patrocinaba financieramente a muchos residentes chinos que querían convertirse en propietarios de su negocios a la vez que les proveía educación y capacitación. Hoy la organización proporciona diversos servicios que van desde los sociales, entrenamiento en capacidades personales y comerciales y mediación, preservando la cultura china así como ayudando a los sinoamericanos a integrarse bien con los grupos mayoritarios. Con mucho interés en las intereses sinoamericanos, realiza eventos de caridad, patrocina actividades educativas y defiende a los pequeños negocios. Additional services that are provided to the community are low cost rate Adult English Classes, Naturalization Service, and free tax services.
La New York Chinese School se encuentra en el 64 de Mott Street. Ubicada dentro del edificio de la CCBA, es la escuela china más grande de Norteamérica y fue inaugurada en 1909 durante el reinado de la dinastía Qing como una escuela de la diáspora china. Es el centro de aprendizaje académico sobre la cultura e historia china en Chinatown. Las clases de cantonés y mandarín también se ofrecen en esta escuela, sin embargo, los programas de Mandarín han sido una ruptura en el clásico dominio de los programas cantoneses en esta escuela. Esta institució educativa está afiliada con la CCBA debido a su ubicación.

### Negocios históricos

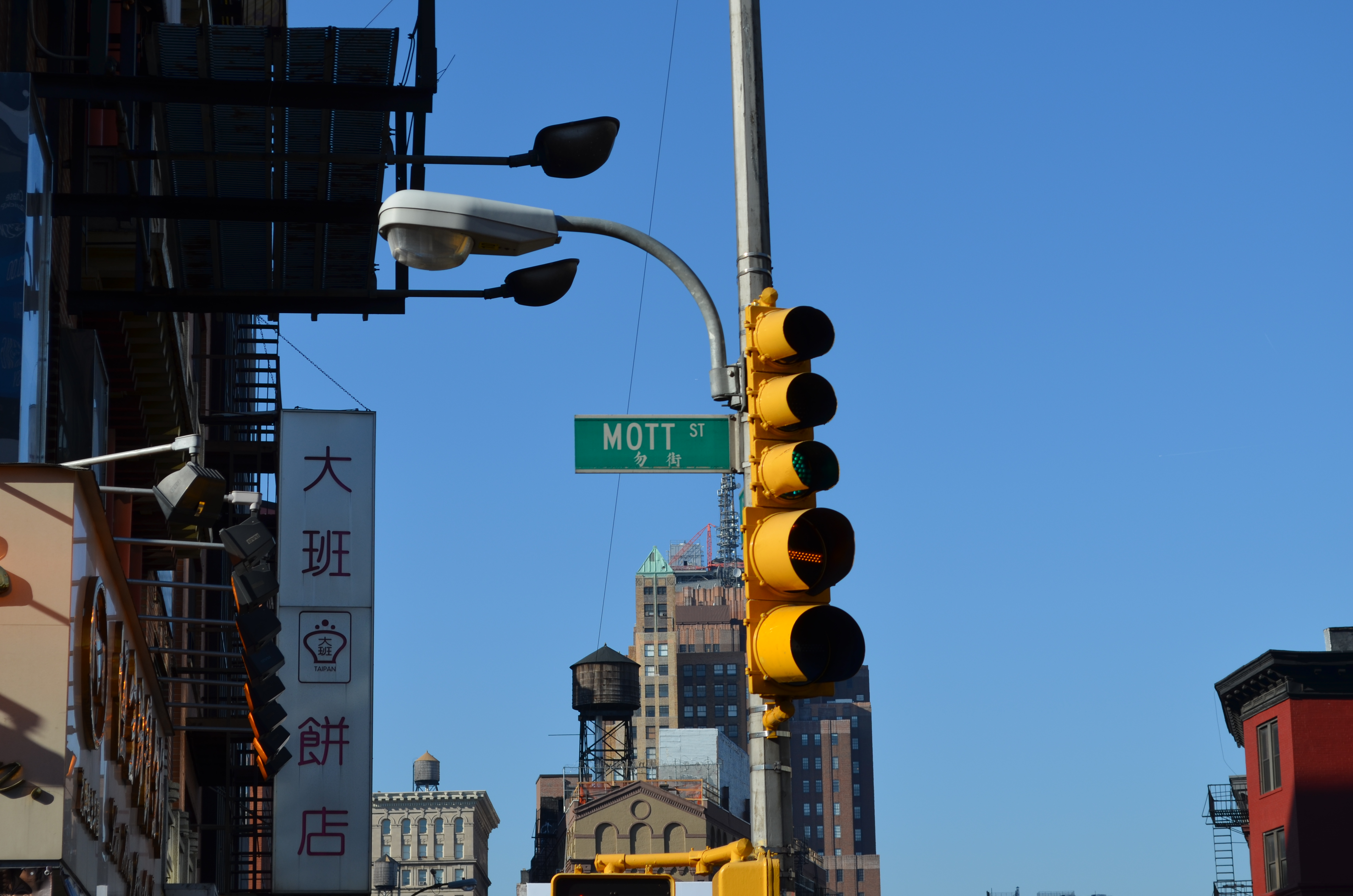
Cartel de la calle Mott mostrando el nombre chino alternativo en su intersección con la calle Canal

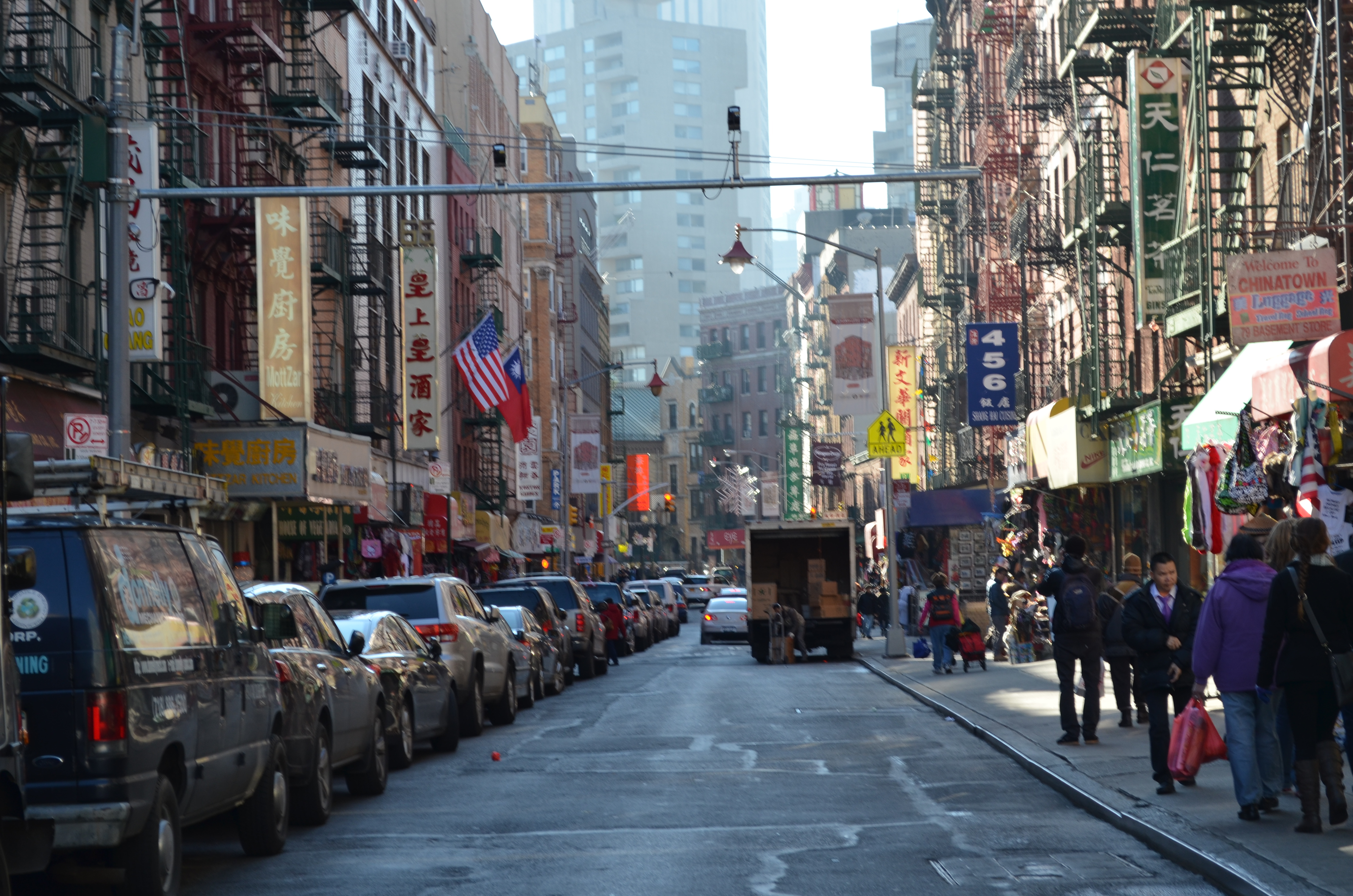
Vista al sur de la calle Mott desde la calle Canal

Para 1903, había cuatro restaurantes chinos establecidos en la calle Mott: Port Arthur, Tuxedo, Imperial, y Chinese Quick Lunch. Otros restaurantes chinos iniciales existieron como Chatham en Doyers Street y Savoy & Oriental Restaurant en Pell Street. Estos restaurantes estaban usualmente en competencia uno con el otro en la comunidad del barrio chino.

#### Chinese Tuxedo Restaurant
En 1897, el Chinese Tuxedo Restaurant abrió como un restaurante chino de clase alta. El diseño exterior de la entrada del restaurante era un colosal toldo de estilo chino coronado por un gran dragón chino esculpido en madera. En la entrada había un vidrio de colores con la palabra "restaurant" en él.
Hubo postales con la imagen de esta entrada y eran usualmente distribuidos gratis a los clientes de este restaurante. El restaurante estuvo ubicado en un balcón con paneles de madera de teca que parecían separarse del resto del edificio con el propósito de llamar la atención de la gente que circulaba por la calle. Usualmente había muchos clientes estadounidenses en este restaurante. 
El diseño del interior tenía pisos con mosaicos y techos de aluminio con un candelabro y un diseño de dragón. El comedor mostraba plantas en macetas alrededor de una fuente de agua, que contenía pájaros de madera sobre un dragón también de madera que buscaba adecuar el restaurante con el Feng Shui y las mesas estaban hechas de mármol incrustado. Había persianas de madera de teca detrás de la fuente con el diseño que asemejaba un cuarto dividido por cortinas. 
El restaurante también tenía un comedor privado y mostraba publicidades estadounidenses como la del helado Horton's incluyendo menús en inglés y chino como una de recordar a los clientes que el restaurante estaba ubicado en Estados Unidos y no en China. Había un tren elevado muy cerca a su ubicación.

#### Restaurante Port Arthur
El restaurante Port Arthur también se inauguró en 1897 y atendió por más de 85 años. Chu Gam Fai fue el propietario original que inició el negocio. El restaurante fue nombrado por Port Arthur (hoy Lushun) una ciudad en la costa nororiental de China donde entre 1904 t 1905 se llevó a cabo el Asedio de Port Arthur que marcó la primera victoria de un poder asiático sobre uno europeo. El restaurante estaba ubicado en el segundo y tercer piso de 7–9 Mott Street. La entrada al restaurante estaba marcada por un toldo en estilo de una pagoda y el balcón, también con un estilo de pagoda, se convertiría en una marca del restaurante. Eventualmente, una escalera eléctrica fue establecida en la entrada para hacer más fácil que los clientes accedan al segundo y tercer pisos donde los comensales se sentaban.
El Port Arthur fue el primer restaurante chino en el barrio chino de Nueva York en obtener una licencia de venta de licor. El restaurante era conocido por sus deliciosos platos de cocina china así como su auténtica decoración china en las paredes interiores, sus mesas de caoba con perlas incrustadas, sillas de madera de teca, paneles de madera esculpidos, persianas, linternas y candelabros.
El salón del tercer piso estaba reservado para fiestas privadas y banquetes. Muchos residentes chinos organizaban fiestas y cenas familiares ceremoniales. El salón este tenía un piano para el entretenimiento y, para 1910, fue rediseñado para recibir largas mesas de banquetes. El salón oeste no tenía paredes ni paneles para dividir el espacio y cada mesa tenía sólo cuatro sillas para acomodar a grupos pequeños. Había también un salón especial para que una novia pudiera cambiarse de vestidos para las diferentes etapas de una recepción de bodas. 
El salón del segundo piso era para pequeños grupos de clientes o turistas en busca de aventuras exóticas. El restaurante también serían un refrigero especial cada día entre las 11am-3pm excepto domingos y feriados. 
El restaurante estaba muy convenientemente ubicado cerca de un tren elevado en Chatham Square y una estación del subterráneo en Worth Street.

#### Soy Kee & Company
Debajo del restaurante Port Arthur había una tienda llamada Soy Kee and Company que servía como un importador y exportador de bienes chines vendiendo curiosidades, juegos de mesa de porcelana, lámparas, seda china importada, bordados, talles en marfil, tés chinos importados, caramelos, frutos secos, café, alimentos enlatados, kimonos, pijamas y otros tipos de accesorios. Soy Kee and Company estaba originalmente ubicado en el 36 de Pell Street, luego se mudó a Mott Street en 1897 y luego, eventualmente, se mudó fuera del barrio chino.

#### Mott Street General Store
En 1891, un hombre chino llamado Lok Lee abrió la Tienda General Mott Street. Este era el lugar de reunión y socialización de los primeros inmigrantes chinos y mantener sus raíces y relaciones con familia y amigos. Era especialmente importante debido a que Chinatown era una sociedad de solteros. Debido a la discriminación en las leyes de inmigración durante esos días, los hombres chinos no podrían traer sus familias a Estados Unidos
Esta es la tienda china más antigua que existió en el vecindario por más de 100 años. El nombre de la tienda era Guong Yuen Shing, ubicada en el 32 de Mott Street. El diseño de arquitectura rara vez cambió con algunos de los paneles originales de madera manteniéndose en su sitio, un arco esculpido sobre la caja, pinturas formales de mujeres chinas colgando en las paredes y el reloj original de cuando la tienda abrió por primera vez. Las repisas de boticario que mostraban tazones de arroz tradicionales chinos y dragones de jade aún se mantienen también. Una escultura de madera en la caja es donde los remedios herbales se vendían. El símbolo de la tienda que alguna vez estuvo en el frente se guarda en el Museo de los Chinos en América.

## En la cultura popular
- Una línea en la conocida canción de Rodgers and Hart "Manhattan" de 1925, dice: "And tell me what street / compares with Mott Street in July; / sweet push carts gently gliding by" (Dime qué calle se compara con la calle Mott en julio con dulces carros de mano deslizándose ahí).
- Una línea en la canción de Roger Waters "Lost Boys Calling", que es parte del soundtrack de la película "La leyenda del pianista en el océano", es: "And in Mott street in July / When I hear those seabirds cry" (Y en la calle Mott en julio cuando escucho esas gaviotas llorar").
- En una serie de historias cortas del escritor pulp Arthur J. Burks, publicada en All Detective Magazine, 1933–34, el detective encubierto Dorus Noel mantiene un departamento cerca de la intersección de las calles Pell y Mott. El barrio chino de Burks está lleno de pasajes subterráneos (que él describe como "madrigueras de conejo") y poblado por siniestros villanos y una inacabable cantidad de hacheros chinos listos a sacrificarse por ellos.
- En el episodio cuatro de la sexta temporada de Law & Order: Special Victims Unit, un asesino al estilo de Dennis Rader escondió una pista encima de un teléfono público en las esquinas de las calles Mott y Grand.
- Se cree que Revy, uno de los principales personajes del manga/anime Black Lagoon, creció en la calle Mott.
- En la primera versión de The Punisher de Garth Ennis, el departamento de Frank Castle se ubica fuera de la calle Mott.
- En El padrino II, la oficina de la Genco Olive Oil company se ubicaba en la calle Mott.
- En la película La trama de David Mamet, Susan Ricci vive en el 110 de Mott Street, "encima de la panadería Sunshine".
- El video musical de los Beastie Boys de la canción "Three MCs and One DJ" se filmó en un edificio de la calle Mott, que, de acuerdo con el comentario hecho en el DVD Beastie Boys Video Anthology también era donde se reunían los miembros de Sonic Youth.
- La calle Mott fue el lugar donde encontró sus primeros "alojamientos" el personaje que da título al relato "Ragged Dick", de Horatio Alger.
- En la serie de TV de la cadena AMC Rubicon, una dirección de una casa segura es 701 Mott Street, Apt. 2D.
- En Mobsters, la calle Mott es señalada como la calle donde Lucky Luciano creció y eventualmente tomó el poder.
- En "Érase una vez en América", un hombre chino ayuda a Noodles (Robert De Niro) a escapar de los hombres armados que tratan de matarlo, diciéndole que corra a través de una puerta que da a la calle Mott . "There down. Mott Street. Go. Go. Go," (Por ahí. La calle Mott. Vete, vete, vete) dice el hombre chino animando a Noodles de irse rápido.
- En la película Gremlins 2: la nueva generación, la tienda de antigüedades chinas donde Gizmo vivía se ubica fuera de la calle Mott .[70]
- La calle Mott es la ubicación del famoso arcade Chinatown Fair.
- La película de David Cronenberg Naked Lunch muestra al famoso personaje de William S Burroughs, Dr. Benway, como teniendo una oficina en Room 401, 1062 Mott St, Nueva York, desde donde dispensa un cóctel de matricaria y ciempiés negro de tierra al protagonista de la película, William Lee.